# Прича о Пепељуги: Била једном једна песма
Прича о Пепељуги: Била једном једна песма (енгл. A Cinderella Story: Once Upon a Song) амерички је филм из 2011. чији је режисер Дејмон Сантостефано, са главним ликовима које тумаче Луси Хејл, Фреди Строма, Меган Парк, Метју Линц и Миси Пајл. Представља наставак филма Још једна прича о Пепељуги и трећи филм у Прича о Пепељуги филмској серији. Изашао је 6. септембра 2011. путем DVD издања и 22. јануара 2012. је премијерно емитован на АБЦ фемили.
Наставак филма носи назив Прича о Пепељуги: Ако ципелица одговара.

## Прича
Ужурбана и узнемирена од тога да се врати у хранитељску породицу, седамнаестогодишња Кејти ради све послове за маћеху и полусестре. Вокално надарена, Кејти се осећа посебно узнемирено када је приморана да положи песме тако да се надахнута полусестра, Гејл Ван Рејвенсвеј, може надати да ће освојити уговор о снимању. Гејл жели да потпише са Кенстон рекордсом, чији је председник компаније, Гај Морган, у потрази за новим спектакуларним талентом на изложби талената за одсек извођачких уметности у престижној приватној школи.

## Улоге
| Име лика                | Глумац               |
| ----------------------- | -------------------- |
| Кејти Гибс              | Луси Хејл            |
| Лук Морган              | Фреди Строма         |
| Гејл Ван Рејвенсвеј     | Миси Пајл            |
| Бејверли Ван Рејвенсвеј | Меган Парк           |
| Виктор Ван Рејвенсвеј   | Метју Линц           |
| Анђела                  | Џесалин Ванлим       |
| Рави / Тони Гупта       | Мену Нарајан         |
| Мики Омајли             | Тејтус Мејкин Џуниор |
| Гај Морган              | Дајкран Тулејн       |
| луда девојка            | Онира Терс           |
| оближња девојка         | Медисон Мекмајлин    |

## Рецензије
Филм је добио измешане критике, иако Metacritic није критиковао. Постигао је 50% на Rotten Tomatoes. Њихова публика такође оцењује филм са 3.3/5 од 254 корисника. Мајк Мекгранџен из The Aisle Seat оценио је филм 1⁄2 од четири, рекао је: „Прича о Пепељуги: Једном давно у песми је филмска верзија Ај Карли или Викторијус или било које од оних других емисија које комбинују физички хумор, благи изрази пубертетске сексуалности и фантазије да постану славни”. DVD Sleuth је дао филму 1 од 2 звездице.